# 아사히카와시 아사히야마 동물원
아사히카와시 아사히야마 동물원(旭川市旭山動物園)은 일본 홋카이도 아사히카와시에 있는 동물원이다. 일본에서 가장 최북단에 위치한 동물원이다.